# ۱۱۸۷ (قمری)
۱۱۸۷ (قمری)، هزار و صد و هشتاد و هفتمین سال در گاهشماری هجری قمری است. اول محرم این سال برابر با بیست و پنجم مارس سال ۱۷۷۳ میلادی است.

## وابسته
- آرامگاه حافظ